# Jeannot Szwarc
Jeannot Szwarc, född 21 november 1939 i Paris, död 15 januari 2025 i Civray-sur-Esves, Indre-et-Loire, var en fransk film- och TV-regissör som främst var verksam inom amerikanska produktioner.

## Biografi
Szwarc har varit verksam i USA sedan 1960-talet och kom in i TV-branschen av en slump istället för att fullfölja en doktorandutbildning på Harvard University. Hans mest kända film är Hajen 2, uppföljaren till filmen av Steven Spielberg. På senare år ägnade sig Szwarc åt att som frilansare regissera avsnitt av amerikanska TV-serier.

## Filmografi

### Spelfilmer (urval)
- 1978 – Hajen 2
- 1980 – Någonstans i tiden
- 1984 – Supergirl
- 1985 – Jultomten

### TV-serier (urval)
- Advokaterna (18 avsnitt, 1999–2004)
- Ally McBeal (5 avsnitt, 2000–2002)
- Almost Human (1 avsnitt, 2014)
- Baretta (4 avsnitt, 1975–1977)
- Bones (15 avsnitt, 2007–2016)
- Boston Legal (2 avsnitt, 2004–2006)
- Boston Public (1 avsnitt, 2002)
- Brottskod: Försvunnen (12 avsnitt, 2005–2009)
- Brottsplats: San Francisco (2 avsnitt, 1968–1969)
- Castle (4 avsnitt, 2014-2016)
- Cold Case (7 avsnitt, 2006–2010)
- Columbo (1 avsnitt, 1973)
- CSI:Miami (1 avsnitt, 2003)
- Designated Survivor (1 avsnitt, 2017)
- Fringe (7 avsnitt, 2009-2012)
- Grey's Anatomy (15 avsnitt, 2009–2019)
- Heroes (6 avsnitt, 2007–2010)
- Kojak (13 avsnitt, 1973–1977)
- Numb3rs (1 avsnitt, 2005)¨
- Perry Mason (1 avsnitt, 1973)
- Private Practice (4 avsnitt, 2010–2012)
- Providence (1 avsnitt, 2000)
- På heder och samvete (19 avsnitt, 1998–2004)
- Rockford tar över (2 avsnitt, 1975-1977)
- Scandal (5 avsnitt, 2013-2015)
- Smallville (13 avsnitt, 2003–2011)
- Supernatural (5 avsnitt, 2011–2014)
- The Twilight Zone (2 avsnitt, 1986)